# Sceloporus cyanostictus
Sceloporus cyanostictus (синьоплямиста колюча ігуана) — вид ігуаноподібних ящірок родини фриносомових (Phrynosomatidae). Ендемік Мексики.

## Поширення і екологія
Синьоплямисті колючі ігуани відомі з двох місцевостей, розташованих на півдні Коауїли, зокрема в горах Сьєрра-де-ла-Гавія, а також спостерігалися на заході Нуево-Леону. Вони живуть на кам'янистих гірських схилах, порослих сухими чагарниками. Зустрічаються на висоті від  1180 до 1550 м над рівнем моря.

## Збереження
МСОП класифікує цей вид як такий, що перебуває під загрозою зникнення. Sceloporus cyanostictus загрожує знищення природного середовища. 